# Alejandro González Iñárritu
Alejandro González Iñárritu (n. 15 august 1963) este un regizor de film mexican.
El este al doilea regizor mexican care a câștigat atât Premiul Oscar pentru cel mai bun regizor, cât și premiul pentru cel mai bun regizor al Directors Guild of America, după Alfonso Cuarón în 2014. De asemenea, el este al doilea regizor mexican care a câștigat Prix de la mise en scene (premiul pentru cel mai bun regizor) la Festivalul de Film de la Cannes (2006), după Luis Buñuel în 1951. Toate cele cinci filme artistice ale sale lansate până în 2014, Amores perros (2000), 21 Grams (2003), Babel (2006), Biutiful (2010) și Birdman (2014), au fost apreciate de critici și au fost nominalizate la Premiile Oscar.

## Ani de tinerețe
Alejandro Gonzalez Inarritu sa născut pe 15 august 1963 în Mexico, cel mai mic dintre cei 7 copii ai lui Luz Maria Inarritu și Hector Gonzalez Gama. La vârsta de 16 ani, a părăsit școala și, până la vârsta de 18 ani, Alejandro a călătorit în jurul Europei și Africii pe o navă ca marinar. În interviurile sale, Alejandro observă că aceste călătorii au influențat foarte mult activitățile sale cinematografice. Acțiunile filmelor sale au loc adesea în locuri unde era în tinerețe. După călătoria sa, Inarritu sa întors în Mexico și a intrat în Universitatea Ibero-Americană, una dintre cele mai prestigioase universități din Mexic.
În 1984, și-a început cariera de disc jockey la postul de radio popular WFM, cea mai populară stație rock din Mexic. În același timp, a scris scurte povestiri difuzate la radio. Din 1987 până în 1989, a compus muzică pentru 6 filme mexicane. Inarritu a declarat că muzica îi influențează mai mult decât filmul în sine. În același timp, el sa întâlnit cu scriitorul Guillermo Arriaga, cu care a început să colaboreze în calitate de scenarist.
În 1987, Inarritu a condus emisiunea de televiziune «Magia Digital». Din 1988 până în 1990, el a produs șase filme de lung metraj. În 1990, Alejandro a fost numit director artistic al Televisa, cea mai mare companie de televiziune din Mexic, iar în 1991 a fondat compania de producție Zeta Film. În același timp, studiază arta de a regiza, de a filma reclame.

## Filmografie

### Filme artistice
- "Death Trilogy":[9][10]
  - Amores perros (2000)
  - 21 Grams (2003)
  - Babel (2006)
- Biutiful (2010)
- Birdman or (The Unexpected Virtue of Ignorance) (2014)
- The Revenant (2015)

### Filme de scurtmetraj
- Detrás del dinero (1995) (TV)
- El Timbre (1996)
- Powder Keg (2001) (seria "The Hire" pentru BMW)
- 11'09"01 September 11 (2002)
- Chacun son cinema (2007) (segmentul "ANNA")
- Naran Ja (One Act Orange Dance) (2012) Youtube